# 大湴河
大湴河，位于中国广西壮族自治区东南部，是义昌江右岸支流，发源于苍梧县广平镇西罗村，东南流进入岑溪市境内，转西流至城谏镇转南流，至大业镇再次转西流，至思回村大河坪汇入义昌江。河长43.07千米，流域面积423.08平方千米。年均径流量2.84亿立方米。